# Aechmea entringeri
Aechmea entringeri, popularmente chamada gravatá, é uma espécie de planta do gênero Aechmea e da família das bromeliáceas (Bromeliaceae). Foi descrita em 1987 por Elton Martinez Carvalho Leme. É endêmica do Brasil e encontrada no estado de Espírito Santo. Ocorre no domínio fitogeográfico de Mata Atlântica, em regiões com vegetação de floresta ombrófila pluvial.
É uma espécie rupícola, terrícola e herbácea. Apresenta brácteas florais rosas, ovado-triangulares, apiculadas, igualando o comprimento das sépalas; as sépalas são esbranquiçadas com ápices roxos. De acordo com a ficha da CNCFlora, Aechmea entringeri é conhecida apenas do seu material tipo e há dúvidas quanto à sua delimitação e mesmo existência, já que pode ser um sinônimo de Aechmea macrochlamys. Em 2005, foi citada como vulnerável na Lista de Espécies da Flora Ameaçadas do Espírito Santo; e em 2014, sob a rubrica de dados insuficientes na Lista Vermelha de Ameaça da Flora Brasileira do Centro Nacional de Conservação da Flora (CNCFlora).

## Etimologia
O nome popular é um designativo comum das espécies de vários gêneros de bromeliáceas, incluindo Aechmea. Deriva do tupi karagwa'ta em sentido definido. O termo ocorreu em 1618 como garuatas e em 1782 como gravatá. Tem como variantes caraguatá (registrado em 1584 como caraguatâ, em 1594 como caraguata, em 1627 como caragatâ, em 1628 como caragoáta, e em 1631 como caraguoatha), caroatá (em 1675 caroátas e em 1761 caravatá), coroatá (em 1730 coroatâ), craguatá, crauatá (em 1781 crabatá, em 1817 acroatá e em 1875 crauatás) e curuatá.